# Isopeda girraween
Isopeda girraween är en spindelart som beskrevs av Hirst 1992. Isopeda girraween ingår i släktet Isopeda och familjen jättekrabbspindlar.
Artens utbredningsområde är Queensland. Inga underarter finns listade i Catalogue of Life.